# Intentions (Justin Bieber)
Intentions è un singolo del cantante canadese Justin Bieber, pubblicato il 7 febbraio 2020 come secondo estratto dal quinto album in studio Changes.
Il brano, che vede la partecipazione del rapper statunitense Quavo, è stato candidato ai Grammy Award nella categoria di miglior performance pop di un duo o un gruppo.

## Promozione
Bieber e Quavo hanno presentato Intentions dal vivo per la prima volta l'8 febbraio 2020 al Saturday Night Live. Il giorno della pubblicazione di Changes, ossia il 14 febbraio 2020, entrambi gli artisti hanno eseguito nuovamente il brano al Tonight Show di Jimmy Fallon.

## Video musicale
Il video musicale è stato reso disponibile il 7 febbraio 2020, in concomitanza con l'uscita del singolo. Diretto da Michael Ratner, il video richiama l'attenzione sulle donne in difficoltà e bambini bisognosi, in modo da alzare la consapevolezza per l'associazione di carità Alexandria House, il cui obbiettivo è di aiutare coloro che soffrono di povertà e tentare di portarli alla stabilità. La clip ha ottenuto la candidatura nella categoria Miglior video pop agli MTV Video Music Awards 2020.

## Tracce
Testi e musiche di Justin Bieber, Jason "Poo Bear" Boyd, Quavious Marshall, Dominic "DJ" Jordan e Jimmy Giannos.
Download digitale
1. Intentions (ft. Quavo) – 3:32

Download digitale – Acoustic
1. Intentions (Acoustic) – 2:40

## Formazione
Musicisti
- Justin Bieber – voce
- Quavo – voce aggiuntiva
- James "Poo Bear" Boyd – cori

Produzione
- James "Poo Bear" Boyd – produzione
- The Audibles – produzione
- Josh Gudwin – produzione vocale, ingegneria del suono, missaggio
- Chris "Tek" O'Ryan – ingegneria del suono
- Colin Leonard – mastering

## Successo commerciale
Intentions ha debuttato all'11º posto della classifica statunitense, segnando l'entrata più alta nella pubblicazione del 22 febbraio 2020. La settimana seguente il brano è salito di 2 posizioni, regalando a Bieber e a Quavo rispettivamente il loro diciottesimo e sesto ingresso nella top ten della Hot 100 statunitense. Nella sua sesta settimana di permanenza in tale classifica, il brano è salito dalla 10ª posizione all'8ª, prima di raggiungere un picco di 5 nella pubblicazione del 20 giugno 2020 grazie a 60,6 milioni di audience radiofonica, 7 000 copie digitali e 13 milioni di stream.
Nella Official Singles Chart, ha esordito al numero 14 nella sua prima settimana d'uscita grazie a 25 917 unità di vendita. La settimana seguente è salito alla 10ª posizione, diventando la diciannovesima entrata di Bieber nella top ten della suddetta graduatoria. Nella pubblicazione del 9 aprile 2020, il brano ha raggiunto la 8ª posizione dopo aver venduto 26 658 unità.

## Classifiche

### Classifiche settimanali
| Classifica (2020) | Posizione massima |
| ----------------- | ----------------- |
| Australia         | 2                 |
| Austria           | 11                |
| Belgio (Fiandre)  | 17                |
| Belgio (Vallonia) | 51                |
| Canada            | 4                 |
| Croazia           | 42                |
| Danimarca         | 4                 |
| Estonia           | 12                |
| Finlandia         | 20                |
| Francia           | 58                |
| Germania          | 23                |
| Grecia            | 12                |
| Irlanda           | 7                 |
| Islanda           | 4                 |
| Italia            | 37                |
| Lettonia          | 17                |
| Libano            | 19                |
| Lituania          | 15                |
| Malaysia          | 1                 |
| Nuova Zelanda     | 1                 |
| Norvegia          | 8                 |
| Paesi Bassi       | 4                 |
| Portogallo        | 17                |
| Regno Unito       | 9                 |
| Repubblica Ceca   | 8                 |
| Romania           | 13                |
| Singapore         | 1                 |
| Slovacchia        | 7                 |
| Slovenia          | 43                |
| Spagna            | 45                |
| Stati Uniti       | 5                 |
| Svezia            | 9                 |
| Svizzera          | 13                |
| Ungheria          | 11                |

### Classifiche di fine anno
| Classifica (2020) | Posizione |
| ----------------- | --------- |
| Australia         | 9         |
| Belgio (Fiandre)  | 74        |
| Canada            | 11        |
| Danimarca         | 23        |
| Irlanda           | 40        |
| Islanda           | 31        |
| Nuova Zelanda     | 14        |
| Paesi Bassi       | 26        |
| Portogallo        | 85        |
| Regno Unito       | 30        |
| Romania           | 61        |
| Stati Uniti       | 17        |
| Svezia            | 86        |
| Svizzera          | 78        |
| Ungheria          | 64        |